# ثيوأميد

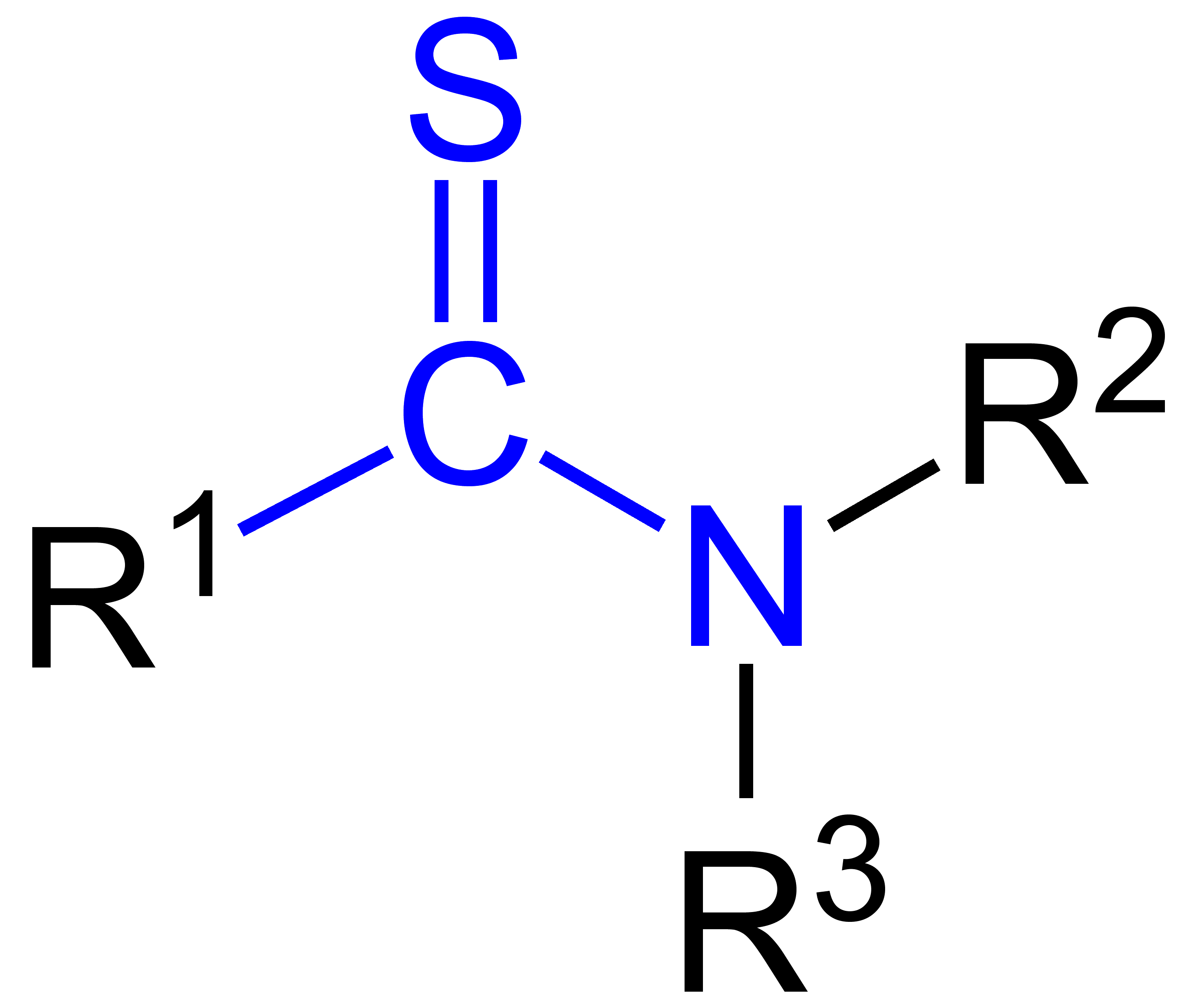
الصيغة العامة للثيوأميدات، حيت تبدو المجموعة الوظيفية باللون الأزرق.

ثيوأميد هي مجموعة وظيفية في المركبات العضوية لها الصيغة العامة ″R–CS–NR′R وهي المناظر البنيوي لمجموعة الأميد، ولكن تحل هنا ذرة كبريت مكان ذرة أكسجين في البنية؛ ولكن تبدي الثيوأميدات صفة الرابطة المضاعفة بشكل أكبر على طول الرابطة C-N، مما يؤدي إلى حاجز دوراني أكبر. يعد مركب ثيوأسيتاميد من الأمثلة المعروفة على هذه المركبات.

## التحضير
تحضر الثيوأميدات من تفاعل الأميدات مع كبريتيدات الفوسفور المختلفة، مثل خماسي كبريتيد الفوسفور، وفي تطبيقات أكثر اختصاصية بالتفاعل مع كاشف لاوسون.
بأسلوب آخر يمكن تحضير الثيوأميدات من تفاعل النتريلات مع كبريتيد الهيدروجين:
في تفاعل إعادة ترتيب فيلغيرودت تتشكل الثيوأميدات البنزيلية.